# Unión Conservadora Estadounidense
La Unión Conservadora Estadounidense (en inglés: American Conservative Union, ACU) es un grupo político conservador dedicado a llevar a cabo tareas de lobby en los Estados Unidos.
Es ampliamente conocida por su ranking anual sobre políticos en cuanto a su forma de votar en los asuntos claves, proveyendo así un indicador numérico respecto de los ideales conservadores de los legisladores estadounidenses. Estos resultados son usualmente utilizados en las investigaciones de los analistas políticos. La UCE creó la revista digital Battleline, que estaba disponible en la red entre el año 2003 y la primavera del año 2013, para informar a sus miembros sobre los asuntos importantes que suceden en el movimiento conservador.

## Conferencia de Acción Política Conservadora
El evento más conocido de la ACU es la Conferencia de Acción Política Conservadora (CPAC), un evento anual organizado por la Unión Conservadora Estadounidense. La conferencia CPAC tiene una asistencia anual de miles de personas, los oradores incluyen habitualmente a presidentes, expresidentes y políticos conservadores famosos. En el año 2017, CPAC contó con la presencia del ex-presidente Donald Trump, el ex-vicepresidente Mike Pence, Steve Bannon, el senador Ted Cruz, los gobernadores Matt Bevin, Sam Brownback, Doug Ducey y Scott Walker y funcionarios del poder ejecutivo como Scott Pruitt y la secretaria de educación, Betsy DeVos.